# Gtk♯
Gtk#是個.NET的函式庫，用來繫結GTK+ GUI函式庫。它讓你可以使用Mono或其他相容CLR的語言來開發GNOME應用程式。
Gtk#像其他現在的視窗函式庫一樣，採用事件驅動，讓開發者可以在視窗元件的事件被觸發時，處理要做的事情。
以Gtk#建立的應用程式可以執行在許多平台上，如Linux、Microsoft Windows與Mac OS X等。Mono的Windows版本裡面就直接將GTK+、Gtk#包在裡面，並且提供了可以讓應用程式看起來像原生Windows應用程式的主題。從Mono 1.9開始，在Mac OS X上執行Gtk#應用程式將不再需要X Window系統。
在GUI設計上，Glade是個方便的設計工具，可以搭配Glade#來使用。此外還有Stetic（整合在MonoDevelop裡面）也可以使用。

## 外部連結
- Gtk#官方網站 （页面存档备份，存于）
- Mono網站上對Gtk#的說明 （页面存档备份，存于）